# Kärna mosse
Kärna mosse este o arie protejată (arie specială de conservare — SAC, sit de importanță comunitară — SCI) din Suedia întinsă pe o suprafață de 36,7 ha, integral pe uscat.

## Localizare
Centrul sitului Kärna mosse este situat la coordonatele 58°24′54″N 15°31′58″E / 58.4149°N 15.5328°E.

## Înființare
Situl Kärna mosse a fost declarat sit de importanță comunitară în decembrie 1995 pentru a proteja 1 specie de plante și 2 specii de animale. Situl a fost protejat și ca arie specială de conservare în martie 2011.

## Biodiversitate
Situată în ecoregiunea boreală, aria protejată conține 3 habitate naturale: Mlaștini alcaline, Păduri fino-scandinave bogate în ierburi cu Picea abies, Izvoare petrifiante cu formare de travertin (Cratoneurion).
La baza desemnării sitului se află mai multe specii protejate:
- plante (1): papucul doamnei (Cypripedium calceolus)
- nevertebrate (2): Vertigo angustior, Vertigo geyeri